# 京都貨物駅
京都貨物駅（きょうとかもつえき）は、京都府京都市下京区梅小路頭町にある、日本貨物鉄道（JR貨物）東海道本線の貨物駅である。旅客線（JR京都線）に並走する貨物線にある。2011年（平成23年）3月12日に、二代目の梅小路駅（うめこうじえき）から改称された。ただし、西日本旅客鉄道（JR西日本）における丹波口駅への貨物支線（2016年2月28日廃止）の分岐点としての名称としては、廃止に至るまで旧称の「梅小路」が使われていた。

## 歴史

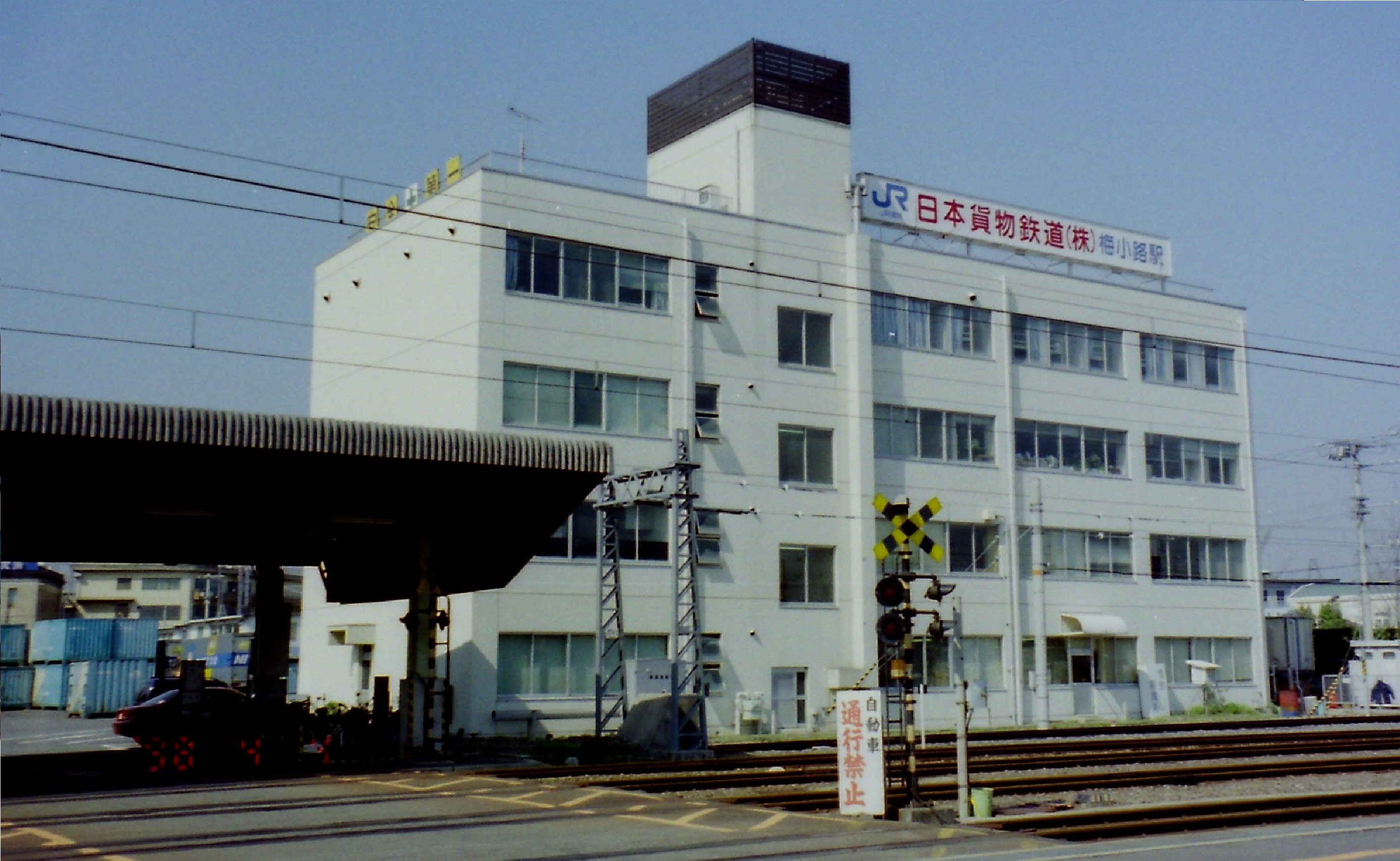
旧、2代目梅小路駅舎風景。
駅舎は、屋上の駅舎名を変えて現在も使用されている（1998年4月）

1876年（明治9年）9月5日から1877年（明治10年）2月6日に京都駅が開業するまでの間、当駅の付近に暫定的に大宮通仮停車場（おおみやどおりかりていしゃじょう）が設けられ、大阪駅からの鉄道の終着駅だった。

### 年表
- 1910年（明治43年）11月5日：梅小路仮信号場開設[5]。
- 1911年（明治44年）
  - 2月25日：梅小路仮停車場に昇格[1][5]。西本願寺および知恩院の大法会参拝団体旅行客のみ利用できた。
  - 5月5日：梅小路聯絡所（連絡所）に降格。
- 1913年（大正2年）6月21日：京都駅の貨物の取り扱い業務を移す形で、梅小路聯絡所が梅小路駅に昇格[1]。
- 1918年（大正7年）9月10日：丹波口駅までの貨物支線（山陰連絡線）が開業[6]。
- 1974年（昭和49年）10月1日：小荷物の取り扱いを開始[1]。
- 1976年（昭和51年）3月16日：丹波口駅の高架化に伴い、同駅の貨物業務を分離する形で京都市場駅が開業[6]。同時に、梅小路駅から京都市場駅へ向かう貨物支線が開業[6]。
- 1984年（昭和59年）2月1日：小荷物の取り扱いを廃止[1]。京都市場駅までの貨物支線も廃止[6]。
- 1987年（昭和62年）4月1日：国鉄分割民営化により日本貨物鉄道（JR貨物）の駅となる[1][6]。
- 1989年（平成元年）8月30日：東京貨物ターミナル駅との間でピギーバック輸送開始。
- 1990年（平成2年）3月12日：貨物荷役設備を移設し着発線荷役方式（E&S方式）の駅として改装開業[7]。かつての荷役設備は山陰本線の築堤の東側、現在の梅小路公園にあった。
- 1995年（平成7年）7月6日：エフ・プラザ梅小路営業開始。
- 2011年（平成23年）3月12日：京都貨物駅に改称[2][3]。
- 2016年（平成28年）2月28日：梅小路京都西駅建設に伴い、丹波口駅までの東海道本線貨物支線（山陰連絡線）が廃止[4]。

## 駅構造
地上駅。東海道本線（南側）と山陰本線（東側）の分岐の間に構内が広がる。東海道本線支線（山陰連絡線）があった頃は、同線も加えたデルタ線の内側を成していた。
着発線荷役方式（E&S方式）を採用するコンテナホーム（島式）1面2線がある。ホームの北側に接する着発荷役線は上り列車（京都方面行）、南側に接する着発荷役線は下り列車（大阪方面行）が主に使用する。なお、着発線が上り線側に1本、下り線側に3本敷設されている。この他、有蓋車用の貨物ホーム1面1線、仕分線、留置線などの側線が存在する。
なお上り列車は、複々線の本線から西大路駅付近の渡り線を使用し着発線に進入、京都駅手前の渡り線を使用し再び本線に合流する。しかし下り列車は複雑で、京都駅から本線の南側に敷設された単線の貨物線を通り、本線の下を潜り抜け着発線に進入する。発車の際は、本線の北側に敷設された単線の貨物線を通り、その後本線を跨ぎ、向日町駅構内で本線に合流している。この着発線から向日町駅までのルートは、京都駅30番台のりばを発着する特急「はるか」なども使用している。
駅構内には営業窓口のJR貨物京都営業支店が入る駅舎のほか、日本アクセスが使用する物流施設「エフ・プラザ京都貨物」が設置されている。また、西日本旅客鉄道（JR西日本）梅小路運転区があり、旅客電車が構内に留置されていることもある。

## 取り扱う貨物の種類
- コンテナ貨物
  - 12 ftコンテナ、20 ft・30 ftの大型コンテナ、20 ftのISO規格海上コンテナを取り扱う。
- 車扱貨物
  - 2007年（平成19年）3月18日のダイヤ改正以降、定期輸送はなくなっている。それ以前は、比奈駅から有蓋車（ワム80000形）で発送される紙製品を取り扱っていた。
- 産業廃棄物・特別産業廃棄物の取扱許可を得ている。

## 貨物列車
東海道本線を走行する列車のほか、北陸本線・湖西線から直通する列車も停車する。以下は2014年3月15日改正時点の状況である。
高速貨物列車
吹田貨物ターミナル駅方面の列車は1日8本停車する。行き先は福岡貨物ターミナル駅が3本で最多。
東海道本線を米原操車場・南福井駅方面へ向かう列車は1日9本停車する。行き先は新座貨物ターミナル駅と仙台貨物ターミナル駅が2本と最多で、新潟貨物ターミナル駅、東京貨物ターミナル駅、札幌貨物ターミナル駅などがある。
専用貨物列車
運転系統が切り替わる中継駅となっている。当駅以西では安治川口駅との間に定期列車が1日1往復設定されているが、当駅以東では臨時列車が稲沢駅との間に設定されているのみである。なお、稲沢駅方面の列車も2007年3月の改正までは定期列車であった。

## 利用状況
2023年のコンテナ貨物の取扱量は発送185,629トン、到着230,229トンだった。車扱貨物の取扱いはなかった。
| 年     | 総数       | 総数       | コンテナ貨物 | コンテナ貨物 |
| 年     | 発送トン数 | 到着トン数 | 発送トン数   | 到着トン数   |
| ------ | ---------- | ---------- | ------------ | ------------ |
| 1994年 | 262,840    | 349,802    | 231,134      | 212,432      |
| 1995年 | 251,917    | 340,500    | 225,806      | 201,691      |
| 1996年 | 265,579    | 353,376    | 240,964      | 217,022      |
| 1997年 | 237,780    | 351,863    | 221,220      | 226,640      |
| 1998年 | 213,615    | 318,016    | 202,549      | 201,800      |
| 1999年 | 202,340    | 327,622    | 191,082      | 210,755      |
| 2000年 | 210,653    | 316,434    | 198,858      | 203,595      |
| 2001年 | 208,182    | 313,027    | 198,919      | 217,140      |
| 2002年 | 188,597    | 313,043    | 181,190      | 236,446      |
| 2003年 | 208,101    | 313,549    | 204,038      | 265,850      |
| 2004年 | 217,464    | 304,886    | 214,149      | 268,995      |
| 2005年 | 213,919    | 279,927    | 211,975      | 242,750      |
| 2006年 | 220,431    | 274,353    | 219,406      | 244,125      |
| 2007年 | 224,873    | 271,537    | 224,220      | 265,646      |
| 2008年 | 216,897    | 281,623    | 216,424      | 280,585      |
| 2009年 | 191,645    | 263,435    | 191,545      | 263,035      |
| 2010年 | 194,514    | 261,295    | 194,514      | 261,295      |
| 2011年 | 185,791    | 228,680    | 185,791      | 228,680      |
| 2012年 | 185,921    | 239,735    | 185,821      | 239,335      |
| 2013年 | 196,574    | 245,655    | 196,074      | 244,855      |
| 2014年 | 239,660    | 267,105    | 239,460      | 266,305      |
| 2015年 | 229,977    | 283,255    | 229,977      | 282,455      |
| 2016年 | 255,150    | 298,005    | 254,850      | 297,705      |
| 2017年 | 237,230    | 275,445    | 237,230      | 275,445      |
| 2018年 | 208,360    | 233,130    | 208,360      | 233,130      |
| 2019年 | 221,115    | 232,610    | 221,115      | 232,610      |
| 2020年 | 189,277    | 225,630    | 189,277      | 225,630      |
| 2021年 | 176,882    | 222,952    | 176,882      | 222,952      |
| 2022年 | 172,536    | 221,983    | 172,536      | 221,983      |
| 2023年 | 185,629    | 230,229    | 185,629      | 230,229      |

## 駅周辺
旧駅名の梅小路地区の西側に位置する。当貨物駅の隣に京都鉄道博物館（旧・梅小路蒸気機関車館、梅小路運転区）があり、JR嵯峨野線（山陰本線）の高架下をくぐると梅小路公園に至る。当貨物駅から南へ下ると住宅地が広がるが、その一角には宿泊施設が点在する。六孫王神社もこちら側にある。
- 京都鉄道博物館（旧・梅小路蒸気機関車館、梅小路運転区）
- 梅小路公園
- 京都水族館
- 梅小路京都西駅（JR嵯峨野線（山陰本線））
- 梅小路通
- 七本松通
- 御前通
- 八条通

## 隣の駅
西日本旅客鉄道（JR西日本）
東海道本線
京都駅 - （貨）京都貨物駅 - （西大路駅） - （桂川駅） - 向日町駅
- 書類上における大阪方の隣の駅である西大路駅は旅客線にしか施設がなく、当駅から直接入線することもできない。桂川駅も内側線にしかホームがなく、運転取扱上では存在しない扱いとなるため、大阪方の実質的な隣の施設は向日町駅となる（#駅構造も参照）。

### かつて存在した路線
日本国有鉄道（廃止当時）
東海道本線支線（京都市場線、1984年廃止）
（貨）梅小路駅 - 京都市場駅
西日本旅客鉄道（JR西日本）
東海道本線支線（山陰連絡線、2016年廃止）
梅小路駅（（貨）京都貨物駅） - 丹波口駅